# CD Estradense
CD Estradense is een Spaanse voetbalclub uit A Estrada die uitkomt in de Tercera División. De club werd in 1925 opgericht en speelt haar thuiswedstrijden in Estadio Municipal Da Baiuca.